# Coffea eugenioides
Coffea eugenioides är en måreväxtart som beskrevs av Spencer Le Marchant Moore. Coffea eugenioides ingår i släktet Coffea och familjen måreväxter. Inga underarter finns listade i Catalogue of Life.